# Ilya Smirin

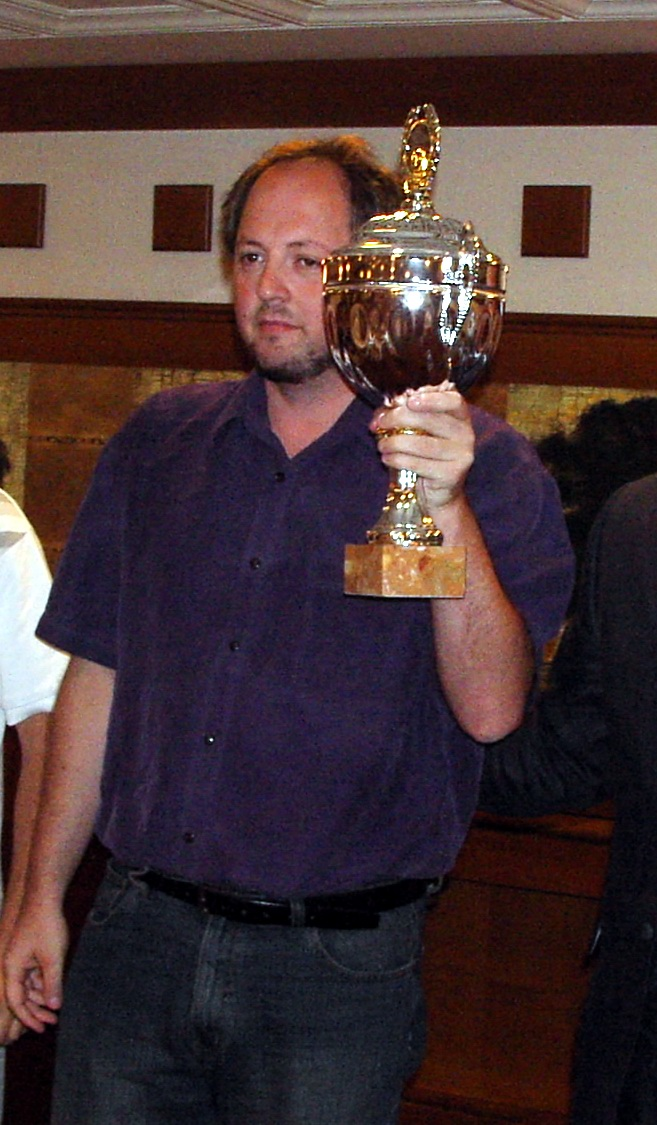
Ilya Smirin (2007)

Ilya/Ilia Joelijevitsj Smirin (Russisch: Илья Юльевич Смирин, Hebreeuws: איליה יוליביץ' סמירין) (Vitebsk, 21 januari 1968) is een Wit-Russisch-Israëlisch schaker. Hij is sinds 1990 een grootmeester (GM).

## Schaakcarrière
Ilia Yulievich Smirin werd geboren in Vitebsk, zijn schaakcarrière begon dan ook in de Sovjet-Unie. Hij werd gecertificeerd als schaakdocent aan het Wit-Russisch Staatsinstituut voor Fysieke Cultuur in Minsk.
- In 1987 won Smirin het kampioenschap van Wit-Rusland.
- In 1987 werd hij gedeeld eerste in Sverdlovsk.
- In 1987 en 1989 won hij in groep 1 van het kampioenschap van de Sovjet-Unie.
- In 1992 vertrok hij naar Israël, waar hij een van de belangrijkste schakers werd.
- Hij won het kampioenschap van Israël in 1992, 1994 en 1999.
- In 1994 werd hij gedeeld eerste in New York.
- Hij won twee keer het toernooi waarmee men zich kan kwalificeren voor de PCA World Grand Prix: in 1994 en in 1995.
- Smirin nam vier keer deel aan het toernooi om het FIDE Wereldkampioenschap: 1999, 2000, 2002 en 2004.
- In 2000 won hij het New York Open toernooi.
- Het 29e World Open 2001 werd in juli in Philadelphia gespeeld en werd met 7 pt. uit 9 ronden gewonnen door Alexander Goldin. Ilya Smirin eindigde met eveneens 7 pt. als derde.
- In 2001 won hij het gesloten toernooi in Dos Hermanas, samen met Aleksej Drejev.[2]
- Het 30e World Open dat in juli 2002 in Philadelphia gespeeld werd, eindigde in een gelijke stand met negen spelers aan de top met 7 punten uit negen ronden. Na de tie-break werd de Poolse IM Kamil Milton eerste.[3]
- In 2002 won hij ongedeeld het traditionale Grootmeestertoernooi op het Schaakfestival in Biel.
- In 2002 werd hij gedeeld eerste bij het kampioenschap van Israël.
- Op het 31e World Open 2003 dat van 28 juni t/m 6 juli 2003 in Philadelphia gespeeld werd, eindigde Smirin na een tie-break als tweede.
- Op het 32e World open dat van 30 juni t/m 4 juli 2004 in het Adams Mark Hotel in Philadelphia gespeeld werd, eindigde Smirin na een tie-break als vijfde.
- Hij speelde drie keer in het toernooi om de FIDE Wereldbeker schaken: 2005, 2009 en 2015).
- In mei 2005 werd in Minneapolis het Global Chess Challenge toernooi gehouden. Smirin eindigde met 7 punten op een gedeelde tweede plaats.
- In juli 2005 werd in Jeruzalem het schaaktoernooi gespeeld van de Maccabiade. Smirin werd met 3.5 pt. uit 5 gedeeld eerste en na een tie-break tweede.[4]
- In 2007 won Smirin het Acropolis International toernooi in Athene, met 7 pt. uit 9 had hij een half punt voorsprong op de nummers twee Mircea Parligras en Kiril Georgiev.[5]
- In 2008 werd hij gedeeld eerste met Evgeny Postny in Ma'alot-Tarshicha.[6]
- Na in 2001, 2002 en 2003 gedeeld eerste te zijn geëindigd, won hij in 2014 via tiebreak het World Open schaaktoernooi. In 2015 werd hij opnieuw gedeeld eerste.
- In 2019 werd hij gedeeld eerste, met Gabriel Flom, in het derde Shlomo Tiran Memorial.[7]
- Eveneens in 2019 won Smirin het Eliahu Levant Memorial met 5 pt. uit 6.[8]

In 2016 publiceerde hij het zeer positief ontvangen boek King's Indian Warfare.

## Schaakteams
Met het Israëlische nationale team nam hij deel aan de Schaakolympiades van 1992, 1994, 1996, 1998, 2000, 2002, 2004, 2006, 2010 en 2014. In 2010 behaalde hij met het team de bronzen medaille.
Vier keer nam hij voor Israël deel aan het Wereldkampioenschap schaken voor landenteams: in 2005, 2010, 2011 en 2015. Hij behaalde een individuele gouden medaille aan bord 2 in 2005 en een individuele bronzen medaille aan bord 3 in 2015.
Aan het Europees kampioenschap schaken voor landenteams nam hij deel in 1992, 1997, 1999, 2001, 2003, 2005, 2007, 2011 en 2017. In 2003 en 2005 bereikte het Israëlische team de tweede plaats.

## Schaakverenigingen
In Israël speelde Smirin voor Elitzur Petach Tikwa en voor Ashdod. Met beide verenigingen nam hij deel aan de European Club Cup, waarbij hij spelend voor Ashdod twee keer de individuele bronzen medaille won. De Russische competitie won hij in 2003 met Ladja Kasan-1000, waarmee hij in 2003 ook deelnam aan de European Club Cup. De Britse Four Nations Chess League won hij in 2006 met Wood Green. In Frankrijk speelde hij van 2008 tot 2010 voor L'Echiquier Chalonnais, de vereniging werd in 2010 kampioen van Frankrijk. In de Tsjechische competitie speelde hij van 2003 tot 2005 voor ŠK Mahrla Prag en in seizoen 2017/18 voor GASCO Pardubice. Ook was Smirin actief bij de Russische vereniging Vektor Nowosibirsk, de Bosnische vereniging ŠK Bosna Sarajevo en de Moldavische vereniging Perfect.

## Partij
Smirin, met zwart, won in 2002 van de toenmalig wereldkampioen schaken.
Kramnik–Smirin
Rusland (USSR) versus Rest van de Wereld, Moskou 2002 

1.d4 Pf6 2.c4 g6 3.Pc3 Lg7 4.e4 d6 5.Pf3 0-0 6.Le2 e5 7.0-0 Pc6 8.d5 Pe7 9.b4 Ph5 10.Te1 a5 11.bxa5 f5 12.Pd2 Pf6 13.c5 Txa5 14.cxd6 cxd6 15.a4 (diagram) Lh6 16.La3 Lxd2 17.Dxd2 fxe4 18.Lb5 Lf5 19.h3 Ta8 20.g4 Lc8 21.Pxe4 Pxe4 22.Txe4 Ld7 23.Lf1 Lxa4 24.Lb4 b5 25.Ta3 Tc8 26.Tc3 Db6 27.Lg2 Txc3 28.Lxc3 Lb3 29.Te1 Lc4 30.La5 Db7 31.Td1 Tf4 32.Lc3 Lb3 33.Lxe5 dxe5 34.d6 Dd7 35.Tc1 Lc4 36.Db4 Pc8 37.Dc5 Pxd6 38.Dxe5 Tf8 39.Td1 Pf7 (0–1)